# こもりびと
NHKスペシャル ドラマ『こもりびと』は、NHK総合の「NHKスペシャル」枠で2020年11月22日の日曜21時00分 - 22時13分に放送された日本のテレビドラマ。全1回。主演は松山ケンイチ。

## 制作
かつては若者に特有のものとされた「ひきこもり」が、内閣府の2017年の調査により「中高年のひきこもり」が61万人に上ることが明らかとなり、世代を問わず多くの人にとって身近なテーマとなっていることを受け、NHKが多方面から改めて考える機会を提供するため「#こもりびと」と名付けたプロジェクトを立ち上げ、プロジェクトの企画の一つとして、高齢の親が中高年となったひきこもりの当事者と共に社会から孤立してしまう「8050問題」の実態に迫るドラマとして本作が制作された。
なお「こもりびと」という言葉は神奈川県大和市が「ひきこもり」よりも温かみのある呼び方をと名付けた呼称である。

## あらすじ
元教師の倉田一夫は地域から尊敬を集める存在であるが、彼には世間にひた隠しにする秘密があった。重度のストレスを抱えて働けなくなった息子の雅夫が10年以上にわたり自室にひきこもっているのだ。過去に何度も息子を立ち直らせようと試みたが、雅夫はひきこもりから抜け出すことが出来ず、現在では立ち直らせることを諦めてしまった。しかし、一夫は余命宣告を受けたことを契機に、最後にもう一度雅夫と向き合うことを決意する。一方の雅夫は閉ざされた自室の中で、人知れずひきこもりから抜け出そうとひとりもがき苦しんでいた。

## 登場人物

### 主要人物
倉田雅夫（くらた まさお）〈40〉
演 - 松山ケンイチ
一夫の息子。優秀な兄・耕平と比較され、受験に失敗したり、大卒でありながら正社員になれなかったことや契約社員での会社勤めが長続きしなかったことを「生きている価値がない」と父・一夫に厳しく非難され、重度のストレスを受けたことから自室にひきこもってしまい、ひきこもり生活が10年以上続いている。以前不在時にゴミの収集を理由に父親に無断で部屋に入られたことがあり、自室に父親に侵入されることを嫌悪し、外出中は自室の入口をビデオカメラで録画しており、自室に踏み込まれることにかなり神経質になっている。
SNSアカウント「カチナシオ」の名前で心のよりどころとするブルーハーツの曲に自身の境遇をなぞらえてメッセージを誰に宛てるわけでもなく投稿しており、そのSNS に「パンク先生」を名乗り正体を隠し接触を図ってきた父・一夫とSNS上で交流する。交流を進めるうちに「パンク先生」の正体が父であることを突き止め騙し討ちにあったと思い、これまで吐露しなかった「自分は生きていてはいけないのではないか」という思いを父・一夫にぶつけるが、その言葉に弁明していた父が吐血して倒れてしまい、搬送先の病院で息を引き取ったことから父とのわだかまりが解けぬままの死別となる。
父の死後、彼がつけていた日記を読み、兄と分け隔てなく育てたはずが、ひきこもりになってしまったのは自分の育て方が間違っていたからかもしれないと後悔していたこと、残り僅かとなった寿命が尽きる前に自分をどうにか立ち直らせようと決意したこと、自らの言動で息子が苦しんでいたことに気付き懺悔していたことを知る。
父の死をきっかけにこれまで避けていた世間との接触に向き合い、海外出張中で直ぐに帰国できない兄の代わりに父の葬儀の喪主となることを名乗り出る。父の葬儀では父の思いに応えることができず動けなくなってしまった自分を、父が残された最後の時間を自分がひきこもりから立ち直ることに費やしてくれたことに感謝する言葉を述べ、自分の望むものが何かを見つけ出し、父の分も精一杯生きていくことを弔辞 の挨拶として語り、ひきこもりから立ち直ることを決意する。
倉田一夫（くらた かずお）
演 - 武田鉄矢
雅夫の父。元教師で地元からの信頼も厚いが、息子の雅夫が10年以上にわたりひきこもっていることを世間体を気にしてひた隠しにしている。息子をひきこもりから立ち直らせることを諦めていたがステージ4の胃がんで自身の余命が短いことを知り、最後にもう一度雅夫と向き合うことを決意する。
孫の美咲から「8050問題 」のことが書かれた書籍を渡され世間には同じような境遇の家庭が沢山存在し、自分たちは特別ではないということを知り、ひきこもりを解決するにはまず家族が意識を変えることが大事であることを教えられる。そのため、ひきこもり経験者が自身の体験談をひきこもり当事者の親に語る集まりに参加するなどし、なぜ雅夫がひきこもりになってしまったかを自身がつけていった日記を読み返して振り返り、それまで自覚がなかったが、息子のことを思う余り受験や就職、仕事などが上手くいかない雅夫に厳しい言葉を浴びせていた自分が雅夫をひきこもらせる原因を作り出していた張本人であることを悟る。
美咲の勧めでSNSアカウント「パンク先生」を開設して雅夫と匿名でSNS上でブルーハーツの話題を中心に交流を図るが、「パンク先生」の正体が父ではないかと疑念を抱いた雅夫がカマをかけて自殺をほのめかすつぶやきを投稿し、雅夫を探し回ったために正体がバレてしまい、これまで父からプレッシャーを受け「自分は生きていてはいけないのではないか」と考えていたことを涙ながらに吐露される。その雅夫の心の叫びに、自分なりに家族を大事に思っての言動であったと弁明し、家に帰るよう雅夫を説得している最中に吐血したため救急車で病院に搬送されるが、父親失格であったと無念の思いを抱いたまま帰らぬ人となってしまう。
倉田美咲（くらた みさき）
演 - 北香那
雅夫の姪。一夫の孫。大学4年生で就職活動中だが結果が思わしくないだけでなく、就職希望先の出身大学OBからセクハラにも遭っている。音楽大学への進学を希望していたが、父から猛反対され、音楽の勉強を断念させられた過去がある。一夫に懐き、ひきこもっている雅夫と何とかコンタクトをとろうと苦闘する。
祖父の一夫と区役所などに雅夫のことを相談するが、年齢に制限があったり、法制度が整っていなかったり、当事者自体が行動しなければ支援を受けられないなど、ひきこもり支援の問題点に直面する。
雅夫が外出中に彼の部屋に忍び込み、彼のパソコンから資格を取得しようとしたり、ひきこもり支援を受けようとするなど、ひきこもりから抜け出そうともがき苦しんでいる痕跡を見つけ、SNSアカウント「カチナシオ」で自身の境遇をつぶやいていることを知ると、雅夫と家庭でのコミュニケーションが取れなくなった一夫にSNSを通じて雅夫と交流することを勧める。
就職活動では新宿のIT系企業への内定を勝ち取ったが、就職活動を通じ世間に同調しつつも自分の個性を認められなければいけない矛盾した状況やパワハラ・セクハラがまかり通る社会を経験したことから、叔父の雅夫がひきこもりとなってしまったことにシンパシーを感じており、そのことを雅夫に告白した際、雅夫から同世代と同じように就職し結婚できないことに同調圧力を感じ苦しんでいるという本音を引き出している。
祖父・一夫の葬儀の弔辞で雅夫がひきこもりから立ち直る言葉を述べたことから、亡くなった祖父も安堵しているであろうと一夫の遺影が笑っていると表現する。

### 雅夫の親族
倉田耕平（くらた こうへい）
演 - 迫田孝也
雅夫の兄。美咲の父。
長期の海外出張を前に父の病状を知る。ひきこもりの弟を何とかしようと考えてはいるものの、行動に移せていない。
みどり
演 - 根岸季衣
一夫の妹。耕平、雅夫の叔母。
ひきこもりの甥・雅夫を心配して「引き出し屋」と呼ばれるひきこもりを外に出してくれる専門の業者や、新小岩の祈祷師に助けを求めることを提案するが、耕平に「引き出し屋」は問題が多いと聞くことと、祈祷師に至っては荒唐無稽であるため却下される。

一夫の妻
演 - 滝本ゆに
耕平、雅夫の母。故人。晩年は体調を崩し、雅夫に自宅で介護されていた。

### その他
看護師
演 - やしろ優
一夫が緊急搬送された病院の看護師。
佐伯和豊
演 - 田上晃吉
一夫が緊急搬送された病院の医師。一夫がステージ4の胃がんで余命半年であることを宣告する。
区役所の職員
演 - しるさ
雅夫のひきこもり支援を申し込まれるが、支援対象に39歳までの年齢制限があることから申し出を引き受け出来ないと対応する。
保健所の職員
演 - 小須田康人
障害や病気でもない場合は保健所で対応できる法律や制度が整備されていないため、ひきこもり支援ができないと対応する。

田辺
演 - 井上賢嗣
美咲の出身大学のOBで就職希望先の社員。内定をちらつかせ美咲をホテルに連れ込もうとするが拒否されたため、冗談と言い残しその場を後にする。
女医
演 - 幸田尚子
一夫の元教え子の医師。末期の胃がんである一夫からセカンドオピニオンを求められるが、手の施しようがないために治療を引き受けることを断る。
レストランの正社員
演 - 永澤洋
雅夫がレストランで働いていた時に客からクレームを付けられたことに対し、年下ながら雅夫にネチネチと嫌みを言う。

## スタッフ
- 作 - 羽原大介
- 音楽 - 上野耕路
- 挿入歌 - ザ・ブルーハーツ 『スクラップ』『TOO MUCH PAIN』『チェインギャング』
- 取材協力 - 池上正樹
- 医事考証 - 杉原健一
- 資料提供 - 石崎森人
- アクション指導 - 諸鍛治裕太
- ゲーム制作 - 大津えみい
- 撮影協力 - 東京都狛江市、神奈川県川崎市
- 演出 - 梶原登城

## 受章
- 文化庁芸術祭賞優秀賞（2021年）[2]